# Rosse John
Rosse John is de eerste aflevering van VTM's politieserie Zone Stad. De aflevering werd in Vlaanderen voor het eerst uitgezonden op 13 december 2003.

## Plot
Tom Segers en Rob Biesemans zijn allebei hoofdinspecteur bij het Antwerpse politiekorps Zone Stad. Ze zijn een drugsbende op het spoor en kunnen niet wachten op bijstand. Er ontstaat echter een vuurgevecht en Rob wordt dodelijk geraakt, Tom ontfermt zich meteen over zijn collega waardoor de daders kunnen ontkomen. 
Het ziet er voor inspecteur Tom Segers niet goed uit wanneer Interne Zaken een onderzoek begint naar de handelen van de hoofdinspecteurs, er dreigt zelfs een schorsing voor Tom. Ondertussen wordt ook de vrouw van Rob ingelicht ze zal nu alleen voor haar 2 kinderen moeten zorgen.
Inspecteurs Jean Verbeken & Jean Bellon denken dat ze Rosse John op het spoor zijn en ze besluiten hoofdcommissaris An Treunen in te lichten. Er wordt een grote actie opgezet maar het blijkt dat het om een andere persoon ging tot ergernis van commissaris Wim Jacobs.
Tom wordt na de begrafenis van Rob opgebeld door commissaris Wim Jacobs met een tip over Rosse John en besluit meteen te gaan. Hij gaat samen met Walther Versmissen op pad, een gelegenheidspartner, Walther stapelt de blunders echter op...
Tom is woedend en dreigt zelfs op te stappen. An  heeft echter goed nieuws voor Tom. Hij krijgt namelijk een nieuwe partner: Dani Wauters.

## Cast
- Guy Van Sande - Tom Segers
- Katrien Vandendries - Dani Wauters
- Ivan Pecnik - Wim Jacobs
- Robrecht De Roock - Jean Verbeken
- Jan Van Looveren - Jean Bellon
- Anne Mie Gils - An Treunen
- Rudi Delhem - Ivo Celis
- Tom Van Landuyt - Ronny Nijs
- Isabel Leybaert - Katrien Meersman
- Wim Stevens - Thierry De Groot
- Brunhilde Verhenne - Nathalie De Jonghe
- Dieter Troubleyn - Rob Biesemans
- Iris Van Hoof - Ellen Biesemans
- Steph Baeyens - Roy Leyseele
- Door van Boeckel - 'Rosse' John Roggemans
- Louis Talpe - Marcel
- Johan De Paepe - Walter Versmissen